# Međunarodno udruženje egzorcista
Međunarodna udruženje egzorcista (talijanski: Associazione internazionale degli esorcisti), skraćeno AIE, rimokatolička je organizacija koju je 1994. godine osnovalo šestero svećenika među kojima su i svjetski poznati egzorcisti Gabriel Amorth i Jeremy Davies. Njihov statut odobrila je Katolička Crkva 13. lipnja 2014. godine. Oni pružaju obuku i podršku egzorcistima, a također pomažu u podizanju svijesti o problemu opsjednutosti demonima. Broje oko 250 članova iz 30 država. Njihovi članovi su svi svećenici koje su njihovi biskupi ovlastili za provođenje egzorcizama. Organizacija je sastavljena od većinskih katoličkih svećenika te nešto anglikanskih i pravoslavnih svećenika.